# Remington Rolling Block
O Remington Rolling Block rifle é um fuzil por retrocarga, por ação de bloco pivotante de tiro único, que foi produzido a partir de meados da década de 1860 até o início do século XX pela E. Remington and Sons (mais tarde Remington Arms Company).
O mecanismo de ação é extremamente forte e poderia facilmente suportar o aumento da pressão gerado pela nova (na época) pólvora sem fumaça que entrou em uso no final dos anos 1880, e por conta disso, o Remington Rolling Block rifle foi produzido em uma grande quantidade de cartuchos/calibres.

## Histórico
O mecanismo de ação de bloco pivotante Remington foi desenvolvido a partir da carabina de serviço padrão de 1863, de culatra dividida ("split breech") no calibre .50, utilizada pela Cavalaria dos EUA durante a Guerra Civil Americana. Esta arma anterior foi projetada por Joseph Ryder e Leonard Geiger para disparar os mesmos cartuchos usados pelo rifle Spencer. Ao contrário do mecanismo de bloco pivotante, o do rifle de culatra dividida não tinha uma "espora" no cão, porque engatilhava quando o bloco da culatra era aberto. O mecanismo de bloco pivotante posterior foi adotado pelo 7.º Regimento de Cavalaria Sétima Cavalaria de George Armstrong Custer na Batalha de Little Bighorn, e também nas mãos de bravos Nativos Americanos durante as Guerras Indígenas.
Em 1867, os Reinos Unidos da Suécia e Noruega foram os primeiros militares a adotar o Remington Rolling Block como fuzil de serviço padrão. Cerca de 250.000 rifles e carabinas militares e 85.000 rifles civis na Suécia, foram produzidos sob licença pela Carl Gustafs Stads Gevärsfaktori e Husqvarna Vapenfabriks Aktiebolag, e cerca de 53.000 rifles na Noruega pela Kongsberg Vaapenfabrik.
Usando o 12,17×42mm RF e o 12,18×44mmRF (dois cartuchos que eram intercambiáveis e já no final de sua vida útil), e também o 8×58mmR Danish Krag de fogo central, o Remington Rolling Block foi adotado como fuzil de serviço padrão do Exército sueco de 1867 a meados da década de 1890, quando foi substituído pelo Mauser sueco. Na Noruega, foi o rifle de serviço padrão de 1867 a meados da década de 1880, quando foi substituído pelo Jarmann M1884. Utilizando o cartucho .43 Espanhol, foi o principal fuzil de serviço do Exército espanhol de 1869 a 1893 e foi usado por forças de reserva e milícias por muitos anos depois disso. Muitos Remington Rolling Block foram usados pela Argentina antes de serem substituídos em 1891 pelo novo 7,65×53mm Mauser, e também foram amplamente utilizados pelo Egito e México.
Assim como a Suécia e a Noruega, a Dinamarca adotou o rifle em 1867 no calibre 11×41,5mmRF (calibre 11 mm). Inicialmente, o Exército Real Dinamarquês comprou 40.000 rifles e 1.800 carabinas nos Estados Unidos entre 1867-1868. Mais tarde, 31.551 rifles e cerca de 4.600 carabinas foram produzidos na fábrica de rifles de propriedade do governo em Copenhaguen. A produção foi interrompida em 1888 e os últimos rifles foram desativados em 1940. No serviço militar dinamarquês, ele foi substituído pelo Krag-Jørgensen M/1889.

## Uso pelos britânicos e franceses
O Império Britânico comprou Rolling Blocks para armar o Exército Egípcio durante a década de 1870. Estes foram feitos em Liège, Bélgica, no calibre .43 Egípcio e foram entregues com uma "baioneta espada" (mais longa). Os fuzis Remington Rolling Block foram usado contra os Dervixes Ansar de Muhammad Ahmad durante a Guerra Madista, incluindo Cerco de Cartum, onde o General Gordon encontrou seu fim. Armas adornadas com estrela e crescente islâmicos em latão e inscrições árabes na coronha não são incomuns no mercado de colecionadores.
Os franceses adquiriram 210.000 rifles Rolling Block egípcios para compensar a falta dos fuzis Chassepot e Tabatière padrão durante a Guerra Franco-Prussiana.
Durante a Primeira Guerra Mundial, a Marinha Real Britânica comprou 4.500 rifles Rolling Block em 7x57mm Mauser do estoque restante da Remington após o término da produção, emitindo-os para as tripulações de caça-minas e "Q-ships". Em novembro de 1914, a produção do Rolling Block foi retomada, na forma de um contrato francês para fuzis em 8×50mmR Lebel, designado pela França como "Fusil Remington modèle 1914". Foram entregues 100.291 desses fuzis em 1916 e usados para equipar as tropas da retaguarda.

## Uso civil
Junto com o rifle Sharps, o Remington Rolling Block eram provavelmente os dois rifles mais usados do que qualquer outro pelos caçadores de búfalos que caçavam rebanhos de bisões americanos nas décadas de 1870 e 1880.

Os rifles Remington Rolling Block de civis e, mais tarde, os rifles militares excedentes, tornaram-se muito populares entre os caçadores na Escandinávia, especialmente para a caça de alces, com munição para os rifles comumente disponíveis no mercado civil nas décadas de 1920-1930.

## Cartuchos
Esses são os cartuchos para os quais o Remington Rolling Block foi a daptado:
- .58 Berdan
- .50-70
- .50-45 Carbine
- 12,7×45mmR Pontificio
- 12,17×42mm RF
- 12,17×44mmR
- .45-70
- .43 Espanhol
- .43 Egípcio
- 10,15×61mmR
- 8×58mmR Danish Krag
- 8×50mmR Lebel
- 11×59mmR Gras
- .303 British
- 7,65×53mm Argentino
- .30-40 Krag
- .30-06 Springfield
- 7,62×54mmR
- .30 Remington
- 7x57mm Mauser
- 6.5mm Daudeteau No. 12
- .236 Remington
- 11 mm Danish

## Guerras
Esses foram os conflitos nos quais o Remington Rolling Block foi utilizado:
- Guerras Indígenas nos EUA
- Revolta de Creta
- Guerra Franco-Prussiana
- Guerra Sérvio-Otomana (1876–1878)
- Guerra russo-turca de 1877–1878
- Guerra etíope-egípcia
- Guerra Madista
- Guerra anglo-egípcia de 1882
- Guerras sul-africanas (1879–1915)
- Guerra do Pacífico (século XIX)
- Guerra de Independência Cubana
- Revolução Filipina
- Guerra Hispano-Americana
- Guerra Filipino-Americana
- Revolução Mexicana
- Guerra Ítalo-Turca
- Primeira Guerra Mundial
- Expedição Anglo-Egípcia a Darfur

## Usuários militares
- Argentina[10]
- Áustria-Hungria[10]
- Bélgica
- Bolívia[14]
- Império do Brasil[10]
- Canadá
- Chile[10]
- China[10]
- Colômbia[10]
- Cuba[10]
- Dinamarca[10]
- República Dominicana[10]
- Quedivato do Egito[10]
- El Salvador[10]
- Etiópia[15]
- França[10]
- Grécia[10]
- Guatemala
- Haiti
- Honduras[10]
- Reino da Itália[10]
- Jamaica
- Japão[10]
- Coreia[16]
- Madagascar[17]
- México[10]
- Mónaco[18]
- Holanda[10]
- Nicarágua
- Noruega[10]
- Panamá
- Estados Papais[10]
- Paraguai
- Persia[10]
- Peru[10]
- Porto Rico[10]
- Primeira Rep. das Filipinas: Katipunan[10]
- Espanha[10]
- Suécia[10]
- Reino Unido[10]
- Estados Unidos[10]
- Uruguai[10]
- Trinidad e Tobago
- Venezuela
- Iêmen